# Catocala honrathi
Catocala honrathi är en fjärilsart som beskrevs av Ludwig Carl Friedrich Graeser 1888. Catocala honrathi ingår i släktet Catocala och familjen nattflyn. Inga underarter finns listade i Catalogue of Life.